# Jaime de Angulo
Jaime de Angulo (* 22. Januar 1887 in Paris; † 1950 in Big Sur, Kalifornien) war ein US-amerikanischer Linguist, Ethnologe und Ethnomusikologe mit spanisch-französischen Wurzeln, der die Mythenwelt der indigenen Bevölkerung in Kalifornien und Mexiko aufzeichnete und beschrieb.

## Leben
Jaime de Angulo wurde in Paris als Sohn spanischer Eltern geboren. Er kam 1905 nach Amerika und erreichte San Francisco am Vorabend des starken Erdbebens von 1906. Er führte ein unstetes Leben, arbeitete unter anderem als Cowboy, Arzt und Psychologe. Er entwickelte sich zu einem Linguisten, der zur Kenntnis einiger nordkalifornischer Indianersprachen Beiträge geleistet hat, sowie zu einigen in Mexiko. Über die religiöse Welt der Achumawi, eines von de Angulo als noch extrem 'primitiv' betrachteten Indianerstammes in Zentralkalifornien, beispielsweise merkte er an, dass es für die Achumawi zwei Arten von Wirklichkeit gebe: 

„L'une est celle de la vie ordinaire, de la vie de tous les jours, et il sait fort bien y appliquer la logique la plus rigoureuse. L'autre est celle d'un monde mystérieux, effrayant, où tout est possible. Ces deux mondes d'ailleurs n'en font qu'un pour lui. Il ne sait pas où l'un s'arrête et l'autre commence. / dt. Die eine ist die des gewöhnlichen, des alltäglichen Lebens, und er versteht es bestens, hier die strengste Logik anzulegen. Die andere ist die einer mysteriösen, furchteinflößenden Welt, in der alles möglich ist. Diese zwei Welten bilden für ihn übrigens nur eine. Er weiß nicht, wo die eine aufhört, und wo die andere anfängt.“

Er war Freund und Kollege von Ezra Pound, Robinson Jeffers und Harry Partch. Ende der 1940er Jahre lebte er in Big Sur und war mit Henry Miller bekannt. Miller beschreibt ihn:

„Wie gewöhnlich trug er ein leuchtendes Stirnband. [...] Braun wie eine Walnuß, hager, mit leicht nach außen gekrümmten Beinen, war er noch hübsch zu nennen, ein richtiger Spanier, dabei unberechenbar. [...] Mit einem Blick konnte man feststellen, daß er außerhalb der Gesellschaft stand.“

## Werke
- Coyote Man and Old Doctor Loon (San Francisco, Turtle Island, 1973)
- Coyote's Bones (San Francisco, Turtle Island, 1974)
- Indians in Overalls (San Francisco, Turtle Island, 1973), "his first linguistic field trip - in 1921 - to the Achumawi tribe"[5]
  - Indianer im Overall. Erzählung. - Mit einer biographischen Skizze, verfaßt von Gui de Angulo. Trickster Verlag. München., 1983
- Indian Tales, A. A. Wyn and Hill & Wang (1953) (Online-Teilansicht)
  - gesprochen (Tales of the Pit River Indians as recounted by anthropologist Jaime de Angulo for KPFA in 1949. Re-edited and produced by Gui de Angulo in 1991.)
- "Home Among The Swinging Stars: Collected Poems," ed. Stefan Hyner (Albuquerque, La Alameda Press, 2006)
- The Lariat (San Francisco, Turtle Island, 1974)
- "Don Bartolomeo" (San Francisco, Turtle Island, 1974)
- Old Time Stories, Volume 1: Shabegok. Turtle Island, 1976
- Old Time Stories, Volume 2: How The World Was Made. Turtle Island, 1976
- Indian Tales. Indianer Märchen. Teil 1. Zeichnungen v. Autor. Dt. v. W. Petermann. Trickster München, 1984
- Das Wahre Ende der Geschichten. Indian Tales Teil 2. Mit Illustrationen des Autors. Trickster. 1986
- Macht die Erde nicht kaputt : Geschichten für Kinder über uns und unsere Welt. Freiburg [Breisgau]; Basel; Wien: Herder, 1984
- Red Indian Tales. Published by William Heinemann, London, 1954